# 槙坪夛鶴子
槙坪 夛鶴子（まきつぼ たづこ、新字体：多鶴子、本名：光永 夛鶴子、1940年〈昭和15年〉5月28日 - 2011年〈平成23年〉9月24日）は、日本の映画監督、スクリプター。

## 略歴
1940年、日野夛鶴子として広島県呉市に生まれる。1945年の広島市への原子爆弾投下の際には、爆心地から25キロ離れた、当時の安佐郡久地村（現在の広島市安佐北区）の父親の実家で被爆する。1950年に大阪へ転居し、後に大阪府立北野高等学校に進む。この間、両親が離婚し、高校の頃から母の槙坪姓を名乗るようになる。
早稲田大学第一文学部演劇科卒業。在学中に最初の結婚をし、出産する（後に離婚）。24歳ころに関節リウマチを発症するが、27歳ころに俳優の米倉斉加年に紹介され、スクリプター（記録係）として民芸映画社で働くことになり、映画界に入る。スクリプターとしては、テレビドラマ『黒部の太陽』（1969年）などに関わる。
1986年（昭和61年）、長野県の養護教諭による性教育の取り組みをテーマに取り上げた『子どもたちへ いのちと愛のメッセージ』で監督デビュー。以降、高校生の妊娠をテーマとした『若人よ いのちと愛のメッセージ』（1987年）、後天性免疫不全症候群（エイズ）を取り上げた『地球っ子 いのちと愛のメッセージ』（1993年）、『わたしがSuki』（1998年）、老人介護を取り上げた『老親 ろうしん』（2000年）、『母のいる場所』（2003年）、自閉症をテーマとした『星の国から孫ふたり』（2009年）と、身近な問題を劇映画として発表し続けた。
2011年9月24日、リウマチに伴う合併症のため死去。71歳没。